# Ormål
Ormål (Ophichthus ophis) är en fiskart som först beskrevs av Carl von Linné 1758.  Ormål ingår i släktet Ophichthus och familjen Ophichthidae. Inga underarter finns listade i Catalogue of Life.